# Televisión Tabasqueña
Televisión Tabasqueña (TVT) es un canal de televisión de propiedad estatal que presta servicios en el estado mexicano de Tabasco a través de tres transmisores de radiodifusión. La red es operada por CORAT, la Comisión de Radio y Televisión de Tabasco, junto con La Radio de Tabasco y Mega 94.9. La programación de TVT se compone principalmente de contenido cultural y educativo.
TVT Tabasco es un canal de televisión mexicano que ofrece programación local, nacional e internacional para los habitantes de Tabasco y la región circundante. Sus contenidos incluyen noticias locales, informes de investigación, entretenimiento, programas educativos, deportes y programación infantil.

## Historia
En 1983, el gobierno estatal de Enrique González Pedrero creó CORAT, y el gobierno estatal recibió permisos para estaciones de televisión no comerciales, así como redes AM y FM.
En octubre de 1997, Televisión Tabasqueña, S.A. de C.V., empresa propiedad en un 99,93 por ciento del estado de Tabasco y el resto propiedad de Juan Manuel Cervantes Martínez, recibió concesiones de estaciones de televisión comerciales para estaciones en Villahermosa (canal 7 de XHSTA-TV), La Venta (XHVET-TV canal 5) y Tenosique (XHTET-TV canal 10). TVT era una de las tres redes estatales (junto con Telemax en Sonora y XHST-TDT en Yucatán) donde parte o la totalidad de la red tenía concesiones comerciales, no permisos no comerciales.
En 2015, TVT migró a la televisión digital. En diciembre de 2015, el IFT permitió a Televisión Tabasqueña convertir sus concesiones de comerciales a públicas como parte de su renovación.
En marzo de 2018, para facilitar el reempaquetado de servicios de TV fuera de la banda de 600 MHz (canales 38 a 51), a XHSTA se le asignó el canal 34 para operaciones digitales continuas. Las otras dos emisoras ya están en el canal 34.